# Zone de cisaillement
 (mai 2017).
Cet article traite des zones de cisaillement présentes dans la croûte moyenne et inférieure et dans le manteau supérieur. Pour les zones de cisaillement de la croûte supérieure, voir l'article Faille.
Une zone de cisaillement est une zone de déformation intense se produisant au sein de la croûte et du manteau. Elle traduit une déformation hétérogène et continue de la roche, principalement dans le domaine ductile, où le fort taux de déformation de la zone de cisaillement contraste avec celui de la roche encaissante, très peu déformée. Ces objets, présents à toutes les échelles au sein de la lithosphère, sont marqués par d'importants changements minéralogiques, chimiques et texturaux de la roche initiale.

## Introduction
La zone de cisaillement est une zone à déformation intense (avec un taux de déformation élevé). Elle est entourée par des roches possédant une déformation finie très basse. La relation largeur/longueur dans la zone dépasse 5 : 1.
À la transition cassante-ductile, la réponse ductile aux contraintes se fait sentir. Cette transition ne se situe pas à une profondeur spécifique, mais est distribuée sur plusieurs kilomètres. C'est la zone d'alternance où la déformation cassante et la déformation ductile coexistent. Ce fait s'explique par la composition hétérominéralique de roches de l'écorce, chaque minéral se caractérisant par une réponse différente aux contraintes appliquées. Ainsi le quartz est beaucoup plus sensible aux contraintes que les feldspaths et commence à réagir plastiquement à une température beaucoup plus basse. Les différences en lithologie, taille du grain et texture jouent donc sur la réponse rhéologique de roches.
Des paramètres purement physiques influencent aussi la profondeur de la zone d'alternance, à savoir :
- le gradient géothermique, c.-à-d. la température ambiante ;
- la pression de confinement et la pression de fluides ;
- le taux de déformation brute ;
- l'orientation de contraintes.

Pour une composition quartzo-feldspathique de l'écorce, le modèle de Scholz (avec un gradient géothermique typique pour la Californie méridionale) situe la transition cassante-ductile à une profondeur de 11 kilomètres et à une température de 300 °C. La zone d'alternance s'étend ensuite à une profondeur de 16 kilomètres avec la température augmentant à 360 °C. En dessous d'une profondeur de 16 kilomètres, ne subsistent que des zones de cisaillement ductiles.
La zone sismogène, dans laquelle naissent les tremblements de terre, s'attache au domaine cassant, appelé également schizosphère. En dessous la zone d'alternance suit la plastosphère. Dans la couche sismogénique, qui apparait en dessous une transition de stabilité (à une profondeur d'environ 4 - 5 kilomètres), des vraies cataclasites se forment (en dessus il y a très peu de sismicité). Cette couche sismogénique descend jusqu'à la zone d'alternance à 11 kilomètres de profondeur. La majorité de tremblements de terre se déclenchent donc entre 4 et 11 kilomètres de profondeur. Pourtant les très grands tremblements de terre rompent une grande partie de l'écorce et arrivent jusqu'à la surface. Ils affectent aussi la zone d'alternance et même la plastosphère.

## Roches produites dans les zones de cisaillement
Les déformations enregistrées dans les zones de cisaillement sont responsables pour le développement des textures et des assemblages minéraux caractéristiques, qui reflètent à leur gré les conditions pT (pression-température) régnantes, le type de déformation, le sens de mouvement et le déroulement de la déformation. Les zones de cisaillement sont donc des structures très importantes pour déceler l'histoire d'un terrane.
Dans les zones de cisaillement on peut rencontrer les roches suivantes :
- mylonites foliées (phyllonites).
- gneiss rayés.

Les mylonites apparaissent dans la zone d'alternance en régime semi-ductile. Ils sont produits par usure adhésive. Les pseudotachylites peuvent perdurer dans la zone d'alternance, mais disparaissent dès le début du faciès schistes verts. Dans ce faciès seulement les mylonites persistent. Les gneiss rayés sont des mylonites d'un haut degré de métamorphisme et se rencontrent à la base de zones de cisaillement.

## Sens du mouvement
Le sens du mouvement (dextre ou senestre) dans une zone de cisaillement peut être déduit soit par des structures macroscopiques soit par une multitude de structures microscopiques (indicateurs microtectoniques).

### Les indicateurs

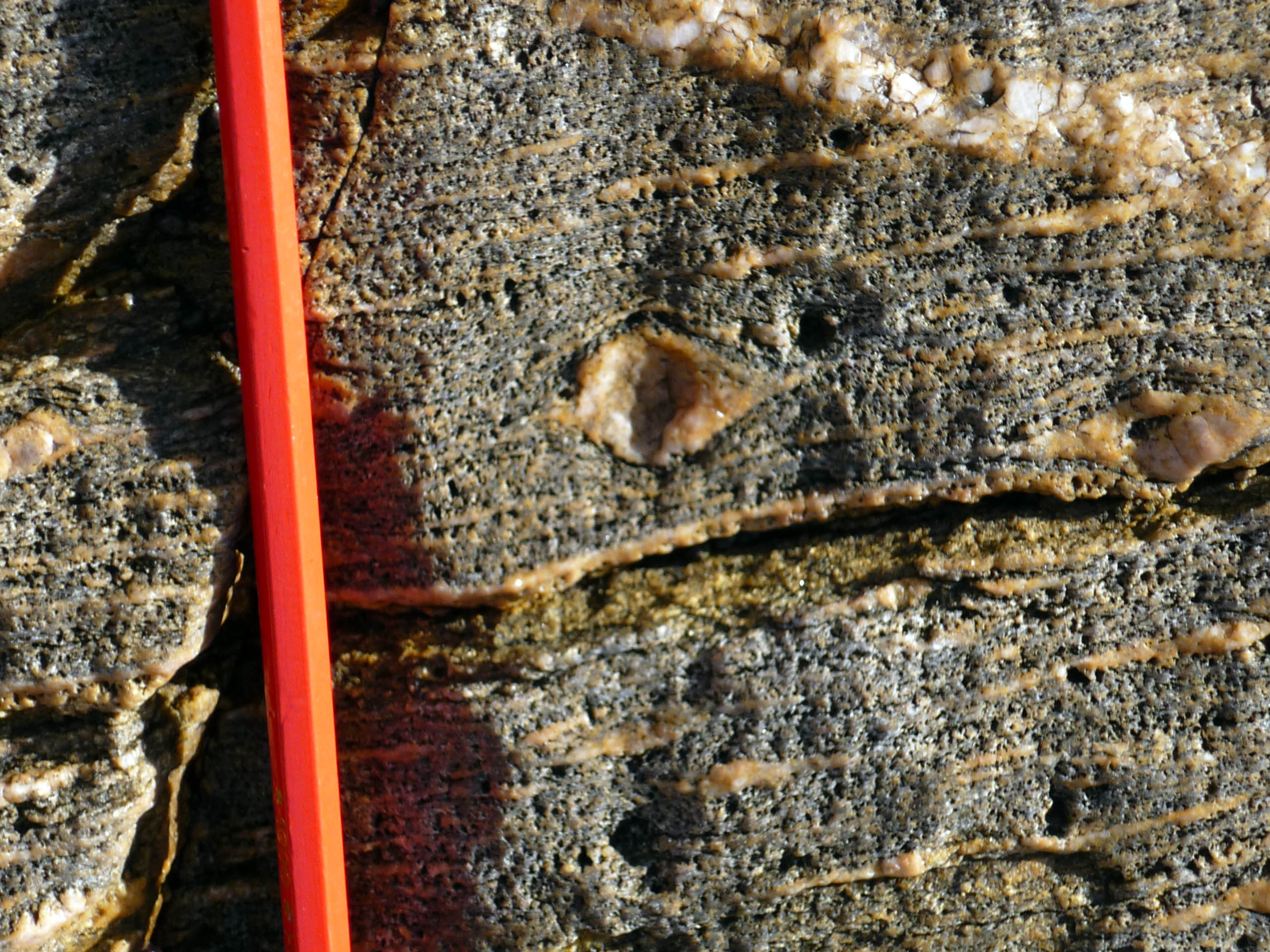
Observation d'ombres de pression (appelées « queues de cristallisation ») d'un porphyroclaste de feldspath dans un orthogneiss œillé. Les ombres symétriques (sur le phénocristal de feldspath) indiquent un cisaillement pur (coaxial). Des ombres dissymétriques témoignent d'un cisaillement simple (déformation rotationnelle non coaxiale) dextre ou senestre.

Les indicateurs macroscopiques sont les différents types de linéations (linéation d'étirement, linéation minérale). Ils donnent la direction du mouvement. Avec l'aide des marqueurs déplacés (litage, filons) et avec la déflexion de la foliation ou du litage vers l'intérieur de la zone de cisaillement on peut en outre déterminer le sens du mouvement.
Autres indicateurs macroscopiques sont :
- les fentes de tension, arrangées en échelon et caractéristiques pour la zone de cisaillement ductile-cassante ;
- les plis en fourreau.

Les indicateurs microscopiques comprennent les structures suivantes :
- les plis asymétriques.
- les foliations.
- les imbrications.
- l'orientation du réseau cristallographique.
- les porphyroclastes.
- les poissons de mica (poissons de foliation).
- les ombres de pression (en)[3].
- les structures de quartier.
- la schistosité dans les bandes de cisaillement (en anglais shear band cleavage).
- les sites de superposition (en anglais step-over sites).

## Largeur de zones de cisaillement et déplacements résultants
La largeur de zones de cisaillement individuelles s'étend de la taille du grain jusqu'à l'échelle kilométrique. Quelques zones de cisaillement, qui traversent l'écorce entière (en anglais megashears), atteignent une largeur de 10 kilomètres. Les déplacements associés peuvent varier entre 10 et 100 kilomètres.
Les zones de cisaillement cassantes s'élargissent souvent avec la profondeur; le même effet se produit par une augmentation du déplacement.

## Effets amollissants de la déformation et ductilité
Pour localiser la déformation dans une zone de cisaillement un processus d'amollissement (en anglais strain softening) doit affecter la roche pour la rendre plus ductile. Plusieurs possibilités sont envisagés :
- la réduction de la taille du grain.
- l'amollissement géométrique.
- l'amollissement par réaction.
- l'amollissement par fluides.

À l'échelle du grain on connaît les mécanismes de déformation suivants :
- le fluage par diffusion (plusieurs types) (en anglais diffusion creep.
- le fluage par dislocation (plusieurs types) (en anglais dislocation creep).
- les recristallisations syntectoniques.
- la solution sous pression.
- les glissements de limites de grains (superplasticité) et la réduction de limites de grains (en anglais grain boundary sliding, grain boundary area reduction).

Tous ces mécanismes garantissent une déformation continuelle (fluage) sans rupture et rendent le matériel plus ductile (plastique).

## Métallotecte
Les zones de cisaillement sont également le lieu de nombreuses minéralisations métallifères qui peuvent présenter des teneurs et des tonnages économiquement exploitables.